# 約翰·R·貝斯特
約翰·R·貝斯特（John R. Best，1929年—），是一名英格蘭羽球運動員。
約翰·貝斯特與艾莉絲·庫里一起贏得了1954年全英羽球錦標賽混合雙打冠軍。他們兩人還在1955年和1958年贏得了蘇格蘭羽球公開賽混合雙打冠軍。約翰·貝斯特與瓦維克·舒特一起贏得1955年的愛爾蘭羽球公開賽及1956年的蘇格蘭羽球公開賽男子雙打冠軍。1960年，他與奧黛莉·馬紹爾一起贏得荷蘭羽球公開賽混合雙打冠軍。